# ワールドラグビー男子セブンズ年間最優秀選手賞
ワールドラグビー男子セブンズ年間最優秀選手賞（World Rugby Men's Sevens Player of the Year）はワールドラグビーによって毎年発表されるワールドラグビーアワードの一部門。

## 受賞者と候補者の一覧
| 年   | 受賞者                 | 国               | 候補者                                                         | 備考                 |
| ---- | ---------------------- | ---------------- | -------------------------------------------------------------- | -------------------- |
| 2004 | シモン・アモール       | イングランド     | ベン・ゴーリングス ルシオ・ロペス・フレミング                  | [ 1 ] [ 2 ] [ 3 ]    |
| 2005 | オレニ・アイイ         | ニュージーランド | アマシオ・ヴァレンス ネウミ・ナヌク                            | [ 4 ]                |
| 2006 | ウアレ・マイ           | サモア           | ステファン・バッソン マシュー・タイト                          |                      |
| 2007 | アフェレケ・ペレニセ   | ニュージーランド | DJ・フォーブス ミカエレ・ペサミノ                              |                      |
| 2008 | DJ・フォーブス         | ニュージーランド | ウアレ・マイ ファビアン・ジュリーズ                            | [ 5 ] [ 6 ]          |
| 2009 | オリー・フィリップス   | イングランド     | コリンス・インジェラ ハンフリー・カヤンゲ レンフレッド・ダゼル | [ 7 ] [ 8 ]          |
| 2010 | ミカエレ・ペサミノ     | サモア           | ロロ・ルイ アラフォティ・ファオシリヴァ ベン・ゴーリングス     | [ 9 ]                |
| 2011 | セシル・アフリカ       | 南アフリカ共和国 | トマシ・キャマ ティム・ミケルセン                              | [ 10 ]               |
| 2012 | トマシ・キャマ         | ニュージーランド | フランク・ハライ マシュー・ターナー                            | [ 11 ] [ 12 ]        |
| 2013 | ティム・ミケルセン     | ニュージーランド |                                                                | [ 13 ]               |
| 2014 | サミソニ・ヴィリヴィリ | フィジー         | ティム・ミケルセン カイル・ブラウン トム・ミッチェル           | [ 14 ]               |
| 2015 | ヴェルナー・コック     | 南アフリカ共和国 | シアベロ・セナトラ セミ・クナタニ                              | [ 15 ]               |
| 2016 | シアベロ・セナトラ     | 南アフリカ共和国 | オセア・コリニサウ ヴィリミ・ヴァカタワ                        | [ 16 ]               |
| 2017 | ペリー・ベイカー       | アメリカ合衆国   | ロスコー・スペックマン ジュリー・トゥワイ                      | [ 17 ]               |
| 2018 | ペリー・ベイカー       | アメリカ合衆国   | ベン・オドネル ジュリー・トゥワイ                              | [ 18 ] [ 19 ]        |
| 2019 | ジュリー・トゥワイ     | フィジー         | スティーブン・トマシン ファラウ・ニウア                        | [ 20 ] [ 21 ]        |
| 2020 | 開催されず             | 開催されず       | 開催されず                                                     | [ 22 ]               |
| 2021 | マルコス・モネタ       | アルゼンチン     | ナポリオニ・ボラザ スコット・カリー ジータ・ウァイニコロ       | [ 23 ]               |
| 2022 | テリー・ケネディ       | アイルランド     | ニック・マルーフ カミニエリ・ラサク コーリー・トゥール         | [ 24 ] [ 25 ]        |
| 2023 | ロドリゴ・イスグロ     | アルゼンチン     | レロイ・カーター マルコス・モネタ アクイラ・ロコリソア         | [ 26 ]               |
| 2024 | アントワーヌ・デュポン | フランス         | アーロン・グランディディエ テリー・ケネディ                    | [ 27 ] [ 28 ] [ 29 ] |